# Mowsley
 (octobre 2023).
Mowsley est une paroisse civile et un village du Leicestershire, en Angleterre.